# Aeroportul El Porvenir
Aeroportul El Porvenir (IATA: PVE, ICAO: MPVR) este un aeroport din Guna Yala, Panama ce deservește zona Gaigirgordub⁠(d). A fost numit după zona deservită.
Situat la o altitudine de 2 m, aeroportul dispune de o singură pistă.